# Parlington
Parlington – osada i civil parish w Anglii, w West Yorkshire, w dystrykcie metropolitalnym Leeds. W 2001 civil parish liczyła 87 mieszkańców. Parlington jest wspomniana w Domesday Book (1086) jako Perlinctune/Perlintun/Pertilinctun/Pertilintun.